# Поколения реактивни изтребители
Поколения реактивни изтребители са категории, създадени да отделят големи скокове на технологиите в историческото развитие на реактивните изтребители.
Поколение реактивни изтребители (поколение самолети тип „изтребител“) е група серийни маневрени бойни самолети с близки полетно-технически характеристики, чийто календарен период на проектиране съответства на единно световно ниво на развитие на авиационната наука и техника.
Терминът „поколение“ за пръв път се появява през 90-те години на XX век, според бюлетина на Центъра за развитие на авиацията на австралийските кралски военновъздушни сили: „да се осмисли развитието на скокообразните подобрения в производителността на реактивни изтребители, постигнати чрез значителния напредък в дизайна на самолети, авионика и др. оръжейни системи“ и предлага да се появи „смяна на поколенията в реактивни самолети-изтребители, когато технологични иновации не могат да бъдат включени в съществуващ самолет чрез надстройки“ и модернизиране. 
Принадлежността към определено поколение се определя по съвкупност от признаци, които определят характеристиките: аеродинамично разположение и конструктивно-силова схема на самолета; електроцентрала; самолетни системи и системи на бордовото оборудване и въоръжение.
За първи път такова разделение на поколенията е предложено веднага за петото поколение . По това време в САЩ се е обсъждала програмата за създаване на нов усъвършенстван тактически изтребител, която завършва със създаването на незабележимия изтребител Локхийд F-22 Раптор, който да замени Макдонъл Дъглас F-15 Орел.
Локхийд Мартин са приложили термина „пето поколение“ за своите самолети F-22 и F-35, за да подскажат, че конкуренцията им не е в състояние да предложи подобни нива на ефективност – класификация, обсъдена от Eurofighter GmbH,  и от Boeing IDS за оферта за замяна на самолети на канадските сили . Бил Суитман от списание „Авиационна седмица“ (Aviation Week) отбелязва, че Локхийд Мартин „е определил F-35 като изтребител „пето поколение“ през 2005 г., термин, който е заимстван от Русия през 2004 г., за да опише F-22“, и предлага ерата след Студената война, т.е. реактивен самолет с ниска цена по подхода на JAS 39 Gripen да се квалифицира като шесто поколение . Тази маркетингова терминология си проправи път към изявления на австралийските политици. 
В някои страни, като Китай и Швеция, се води собствен отчет на поколенията, свързан с тяхната ясна национална последователност на изтребителите, сменящи се един с друг.

## Галерия
Изтребители от пето поколение:
- F-22 – първият в света приет на въоръжение изтребител от 5-о поколение в САЩ
- F-35 – приет на въоръжение до държавните изпитания изтребител-бомбардировач от 5-о поколение, разработен от САЩ и други страни от НАТО
- J-20 – първият неамерикански изтребител от 5-о поколение, приет на въоръжение, разработен от Китай
- Су-57 – руски перспективен многоцелеви изтребител от 5-о поколение
- X-2 Shinshin – прототип на японския перспективен многоцелеви изтребител от 5-о поколение